# Ладинь
Лади́нь, Владинополь та Петрівка — село в Україні, у Вишнівській сільській громаді Ковельського району Волинської області. Населення становить 218 осіб

## Історія

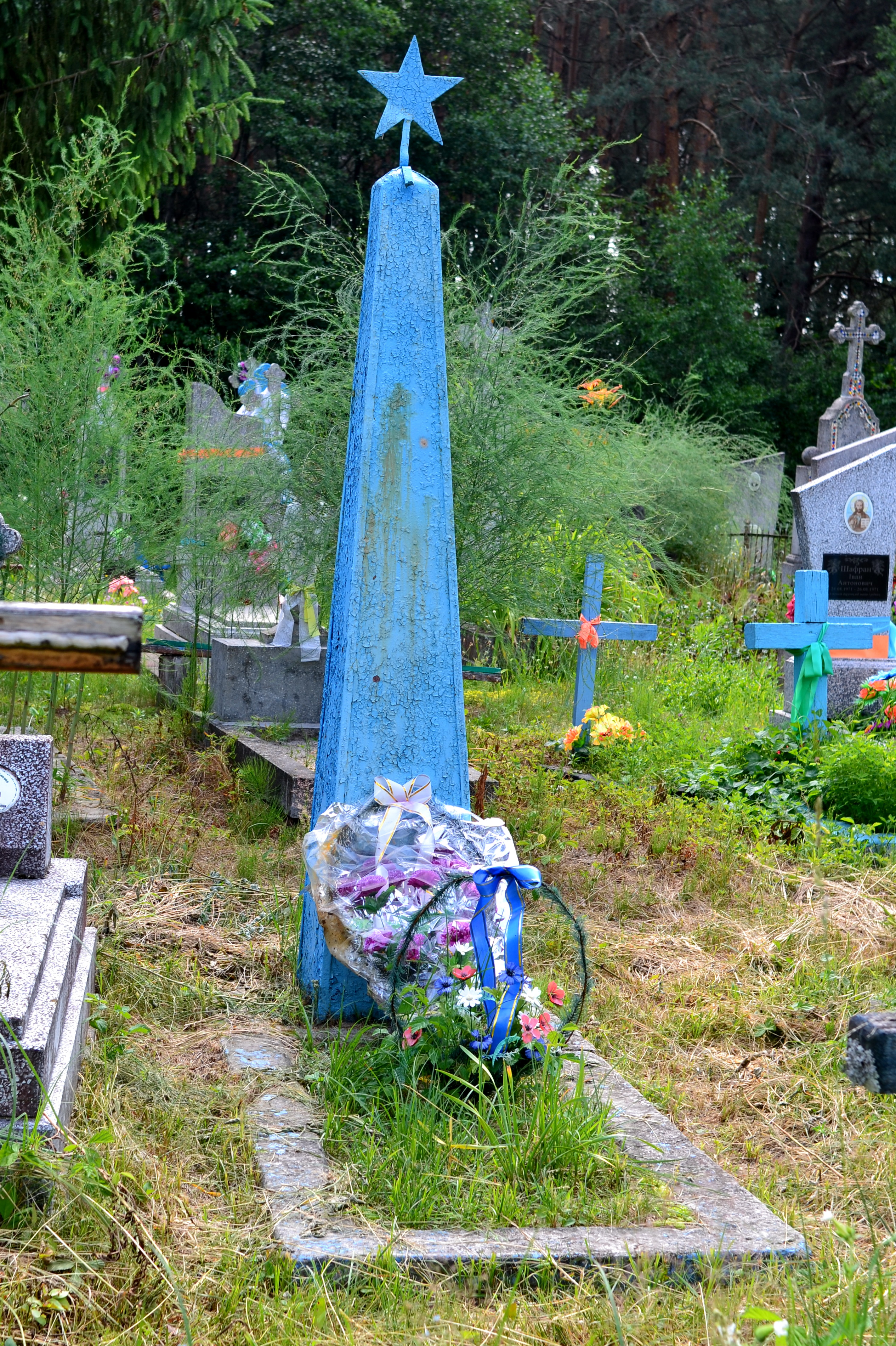
Могила радянського стрільця-радиста (на кладовищі)

У 1906 році Владинополь та Петрівка, село Олеської волості Володимир-Волинського повіту Волинської губернії. Відстань від повітового міста 40  верст, від волості 5. Дворів 45, мешканців 263.

## Населення
Згідно з переписом УРСР 1989 року чисельність наявного населення села становила 202 особи, з яких 92 чоловіки та 110 жінок.
За переписом населення України 2001 року в селі мешкало 215000000
осіб.

### Мова
Розподіл населення за рідною мовою за даними перепису 2001 року:
| Мова       | Відсоток |
| ---------- | -------- |
| українська | 97,71 %  |
| російська  | 2,29 %   |